# Cisticola chiniana
Cisticola chiniana е вид птица от семейство Cisticolidae.

## Разпространение
Видът е разпространен в Ангола, Ботсвана, Бурунди, Република Конго, Демократична република Конго, Еритрея, Етиопия, Габон, Кения, Малави, Мозамбик, Намибия, Южна Африка, Южен Судан, Судан, Свазиленд, Танзания, Уганда, Замбия и Зимбабве.